# Baledono (Purworejo)
Baledono is een bestuurslaag in het regentschap Purworejo van de provincie Midden-Java, Indonesië. Baledono telt 10.255 inwoners (volkstelling 2010).